# Nord et Sud (trilogie romanesque)
Pour les articles homonymes, voir North and South.
Pour le jeu vidéo homonyme, voir Nord et Sud (jeu vidéo).
Nord et Sud (North and South en version originale) est une série de trois livres de John Jakes sur la guerre de Sécession, publiés en 1980.
L'œuvre narre l'histoire des membres de deux familles, une nordiste, les Hazard et l'autre sudiste, les Main dans les années qui mènent à la guerre de Sécession et pendant le conflit, mettant en relief les positions de chacun sur l'esclavagisme. Les trois romans rapportent avec beaucoup de réalisme les horreurs de la guerre, les ravages du Ku Klux Klan et les débuts de l'Amérique industrielle.
Ils ont été adaptés en une télésuite avec James Read (dans le rôle de George Hazard) et Patrick Swayze (Orry Main), accompagnés de nombreuses guest stars.